# Embalse de Valparaíso
El embalse de Valparaíso es un embalse ubicado en la provincia de Zamora, comunidad autónoma de Castilla y León, España. 